# Обыкновенная лихия
Обыкновенная лихия, или лихия (лат. Lichia amia) — вид морских лучепёрых рыб из монотипического рода лихии семейства ставридовых (Carangidae). Распространены в восточной части Атлантического океана и западной части Индийского океана. Морские пелагические рыбы. Максимальная длина тела 200 см.

## Описание
Тело удлинённое, умеренно высокое, сжатое с боков, покрыто циклоидной чешуёй. Высота тела укладывается 3,2—3,9 раза в стандартную длину тела. Верхний и нижний профили тела сходные. Верхний профиль головы прямой. Длина головы укладывается 3,5—4,1 раза в длине тела. Рыло заострённое. Нижняя челюсть несколько выступает вперёд. Окончание верхней челюсти доходит до вертикали, проходящей через задний край глаза, или даже заходит за эту вертикаль. Глаза умеренного размера, их диаметр в 2 раза меньше длины рыла. Есть чешуя на некоторых частях головы, на жаберных крышках, за глазами и за верхней челюстью; большая часть головы без чешуи. На верхней части первой жаберной дуги 2—5 жаберных тычинок, а на нижней части — 7—11 тычинок. На обеих челюстях мелкие зубы конической формы располагаются широкой полосой; ширина полосы наибольшая в передней части челюстей, полоса сужается к концам челюстей. Есть зубы на сошнике, нёбе и языке. В первом спинном плавнике 7 коротких колючих лучей, колючки соединены мембраной между собой только у основания. Во втором спинной плавнике 2 колючих и 19—21 мягких лучей. В анальном плавнике 1 жёсткий и 17—21 мягкий луч. Перед анальным плавником расположены две отдельно сидящие колючки, соединённые между собой перепонкой. Длина оснований второго спинного и анального плавников примерно равны. Первые мягкие лучи в спинном и анальном плавниках удлинённые. Хвостовой стебель короткий, без боковых килей. Хвостовой плавник вильчатый. Боковая линия извилистая, изгибается вверх за головой, на уровне грудных плавников опускается вниз, затем вновь поднимается и идёт горизонтально до середины хвостового стебля. В боковой линии нет костных щитков. Позвонков 24, из них 10 туловищных и 14 хвостовых.
У взрослых особей спина серебристо-серая, бока ниже боковой линии серебристо-белые, брюхо серебристое. Плавники серые. Концы удлинённых лучей второго спинного и анального плавников, а также концы лопастей хвостового плавника — чёрного цвета. Иногда по бокам тела выше боковой линии проходит несколько рядов мелких чёрных точек. Особи из эстуариев и устьев рек имеют желтоватый оттенок тела и плавников. У молоди длиной менее 12 см по бокам тела проходят коричневато-чёрные полосы.
Максимальная длина тела — 200 см, обычно — до 100 см; масса тела — до 50 кг.

## Биология
Морские пелагические рыбы. Обитают как в поверхностных, так и в придонных слоях воды на глубине до 50 м. Придерживаются материкового склона, заходят в эстуарии и устья рек. Половой зрелости достигают при длине тела 55 см. Нерестятся в весенние месяцы. Питаются преимущественно рыбами.

## Ареал
Обыкновенная лихия распространена в восточной части Атлантического океана от юга Бискайского залива до Южной Африки, включая Кабо-Верде, Мадейру и Канарские острова. Обычна в Средиземном море, в Чёрном море встречается редко. В Индийском океане обнаружена от мыса Доброй Надежды до Мозамбика.

## Хозяйственное значение
Промысловая рыба. Мировые уловы в 2000-х годах варьировали от 1,12 до 2,8 тысяч тонн, максимальный вылов в 6,9 тысяч тонн зарегистрирован в 1983 году. Ловят тралами, ярусами и удебными орудиями лова. Реализуется в свежем, замороженном, копчёном и вяленом виде. Идёт на производство консервов, рыбной муки и рыбьего жира. Обладает высокими вкусовыми качествами.